# Berman
Berman ist ein Familienname.

## Namensträger
- Adolf Berman (1906–1978), polnisch-israelischer Politiker
- Ahmet Berman (1932–1980), türkischer Fußballspieler
- Anne Deane Berman (* 1963), US-amerikanische Komponistin
- Antoine Berman (1942–1991), französischer Philosoph und Translatologe
- Bart Berman (* 1938), niederländisch-israelischer Pianist
- Boris Berman (Musiker) (* 1948), russischer Pianist, Cembalist und Musikpädagoge
- Boris Dawydowitsch Berman (1901–1939), sowjetischer Geheimdienstoffizier im NKWD
- Brigitte Berman (* 1952), deutsch-kanadische Dokumentarfilmerin
- Bruce Berman (* 1952), US-amerikanischer Filmproduzent
- David Berman (Mobster) (1903–1957), US-amerikanischer Mobster
- David Berman (Schauspieler) (* 1973), US-amerikanischer Schauspieler
- David Berman (Musiker) (1967–2019), US-amerikanischer Songwriter, Poet und Cartoonist
- David Berman (Regisseur), US-amerikanischer Regisseur und Drehbuchautor
- David S. Berman (* 1940), US-amerikanischer Wirbeltier-Paläontologe

- Debbie Berman, südafrikanische Filmeditorin
- Esmé Berman (1929–2017), südafrikanische Kunsthistorikerin
- Eugene Berman (1899–1972), US-amerikanischer surrealistischer Maler
- Francine Berman (* 1951), US-amerikanische Informatikerin
- Gail Berman (* 1956), US-amerikanische Fernsehproduzentin
- Hans Berman, deutscher Ofenbauer, Keramiker und Formenschneider
- Harold J. Berman (1918–2007), US-amerikanischer Rechtswissenschaftler
- Harry Berman (1902–1944), US-amerikanischer Mineraloge
- Helen Berman (* 1936), niederländisch-israelische Künstlerin
- Helen M. Berman (* 1943), US-amerikanische Strukturbiologin
- Henry Berman (1914–1979), US-amerikanischer Filmeditor
- Howard Berman (* 1941), US-amerikanischer Politiker
- Jakub Berman (1901–1984), polnischer Politiker
- John Berman (* 1972), amerikanischer Fernsehjournalist
- Josh Berman (Produzent) (* 1970), US-amerikanischer Filmproduzent und Drehbuchautor
- Josh Berman (Musiker) (* 1972), US-amerikanischer Jazzmusiker
- Julie Berman (* 1983), US-amerikanische Schauspielerin
- Izydor Berman (1898–1942), polnischer Übersetzer und Lyriker
- Karel Berman (1919–1995), tschechischer Sänger (Bass) und Komponist
- Lasar Naumowitsch Berman (1930–2005), russischer Pianist
- Laura Berman (* 1959), US-amerikanische Intendantin und Dramaturgin
- Lyle Berman (* 1941), US-amerikanischer Pokerspieler
- Marcelo Samuel Berman (* 1945), theoretischer Physiker
- Marshall Berman (1940–2013), US-amerikanischer Philosoph und Autor
- Matwei Dawydowitsch Berman (1889–1939), sowjetischer Geheimdienstmitarbeiter und Leiter des sowjetischen Straflagersystems Gulag
- Melvin Berman (1929–2008), amerikanisch-kanadischer Oboist, Komponist und Musikpädagoge
- Mona Berman, US-amerikanische Künstlerin, Kunsthändlerin, Kuratorin und Kunstpädagogin
- Monty Berman (1912–2006), britischer Film- und Fernsehproduzent, Kameramann und Regisseur
- Morris Berman (* 1944), US-amerikanischer Essayist und Kulturkritiker
- Nina Berman, US-amerikanische Literaturwissenschaftlerin
- Otto Berman (1889–1935), US-amerikanischer Mafioso
- Pandro S. Berman (1905–1996), US-amerikanischer Filmproduzent
- Patricia G. Berman (* 1956), US-amerikanische Kunsthistorikerin
- Rick Berman (* 1945), US-amerikanischer Produzent
- Rita Berman (* 1971), moldauische Autorin und Illustratorin
- Ruth Berman (Schriftstellerin) (* 1942), US-amerikanische Autorin von Science-Fiction und spekulativer Lyrik
- Ruth Berman (1916–2013), US-amerikanische Harfenistin und Komponistin, siehe Ruth Berman Harris
- Ruth A. Berman, israelische Linguistin
- Sabina Berman (* 1955), mexikanische Schriftstellerin, Film- und Theaterregisseurin
- Sapir Berman (* 1994), israelische Fußballschiedsrichterin
- Shari Springer Berman (* 1963), US-amerikanische Regisseurin und Drehbuchautorin
- Shelley Berman (1925–2017), US-amerikanischer Schauspieler und Komiker
- Sheri Berman (* 1965), US-amerikanische Politikwissenschaftlerin und politische Kommentatorin
- Sonny Berman (1925–1947), US-amerikanischer Jazz-Trompeter
- Thijs Berman (* 1957), niederländischer Politiker
- Yitzhak Berman (1913–2013), israelischer Politiker